# Bhisho
Bhisho è una città del Sudafrica, capoluogo della provincia del Capo Orientale. È attraversata dal fiume omonimo. Conta circa 147.000 abitanti. È servita da un aeroporto internazionale (sigla IATA BIY). Appartiene alla municipalità metropolitana di Buffalo City.
Si trova circa 5 km a nord-est della vecchia capitale provinciale King William's Town e circa 50 km dalla città portuale di East London sull'Oceano Indiano.
Dal 1972 al 1994, con il nome di Bisho ha fatto parte del bantustan di etnia Xhosa del Ciskei, di cui è stata la capitale dal 1991 al 1994.
Nel 1994, fu teatro del massacro di 28 attivisti dell'African National Congress, che manifestavano contro il dittatore del bantustan Joshua Gqozo.
In lingua xhosa Bisho significa bufalo.